# Trioza taiwanica
Trioza taiwanica är en insektsart som beskrevs av Boselli 1930. Trioza taiwanica ingår i släktet Trioza och familjen spetsbladloppor. Inga underarter finns listade i Catalogue of Life.